# 팁

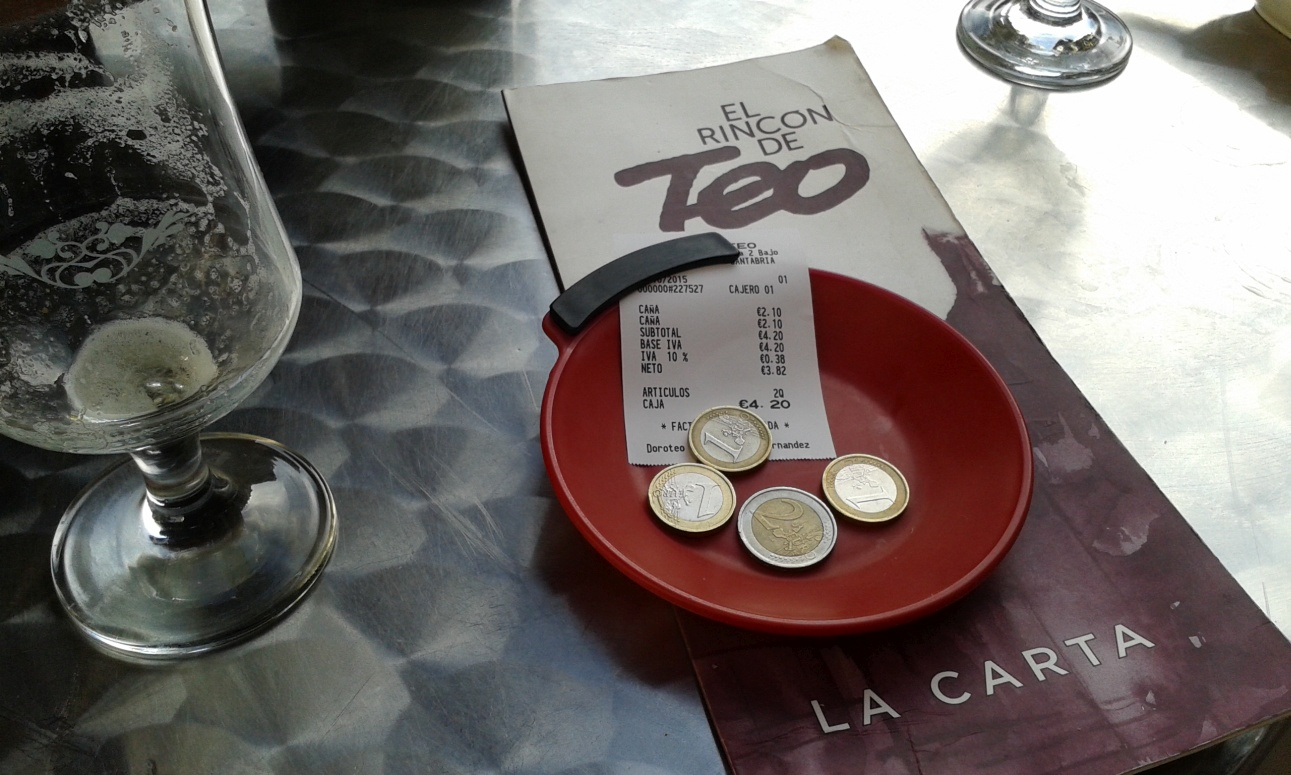
스페인 산탄데르의 한 식당에서 음식을 먹고 난 뒤에 사례금을 영수증 전용접시 위에 올려둔 모습. 스페인을 비롯한 여러 유럽 국가에서는 잔돈을 팁으로 전달한다.

팁(tip)은 제3차 산업에서 일하는 사람들에게 정해진 가격보다 더 올려서 주는 웃돈을 말한다. 음식점, 호텔 등에서 일하는 종업원 등에게 손님이 요금 이외로 주는 돈이다.
한국어로는 사례금(謝禮金), 봉사료 (奉事料)로 풀이하기도 한다.

## 역사 및 기원
사례금, 곧 팁(tip)이라는 것은 "받은 서비스에 대한 감사의 마음을 표현하는 것"이라는 의미로서 18세기 영국의 한 술집에서부터 유래되었다. 좋은 서비스와 신속하며 빠른 서비스를 원한다면 돈을 더 지불하라는 "To Insure Promptness"라는 말이 술집벽에 적혀 있었고 이것의 첫 머리를 따서 팁(Tip)이라는 말이 만들어졌다는 일화가 있다.
우리가 알고 있듯이, 현재 세계에서 가장 보편적인 사례금 문화가 이루어지는 나라는 미국이며, 미국의 사례금 문화는 식민지 시절 영국으로부터 사례금 문화를 전수 받았다고 알려져 있다. 현재 서비스의 대가를 지불하는 의미로 쓰이고 있지만, 전 세계적으로 서비스에 대한 감사의 표시를 넘어서 통상적인 관례가 되어가고 있다.

## 나라별 문화

### 대한민국
대한민국에서는 팁 문화가 존재하지 않으며, 법적으로도 물품 및 서비스 가격에 사례금이 포함되어 있기 때문에, 고객이 따로 주지 않는다. 특급 호텔의 봉사료나 식당·카페의 팁 박스를 통해 팁을 받는 경우가 있으나 이 역시 받는 측으로부터 강제성이 존재했다면 불법으로 여겨진다.
식당과 카페의 경우, 2013년 개정으로 시행된 식품위생법의 '최종지불가격 표시제'에 따르면, 식품접객업소에서 명시한 가격 이상으로 소비자에게 팁을 요구하는 행위는 실제 가게에 부착된 가격이 소비자가 지불하는 최종가격이 아니라는 사실을 인정하는 것과 같으므로 식품위생법을 위반할 여지가 존재한다.
과거 일부 식당에서 단골 손님이 종업원을 챙겨주면 식당 측이 더 좋은 요리나 서비스로 보답하는 식으로, 고객과 종업원 간에 정을 나눴던 사례가 거론되기는 하나, 서구의 팁 문화처럼 체계적이거나 관례적으로 자리잡지는 않아왔다.
2020년대부터 일부 배달앱이나 택시앱을 중심으로 팁 서비스가 개시되어, 한국에 팁 문화를 도입되는 것이 아니냐는 논란으로 이어졌다. 2023년 카카오T는 카카오블랙, 모범택시 등의 일부 택시 서비스에 한해 '감사 팁'을 도입, 별점 5점 평가시 최대 2000원의 팁을 줄 수 있도록 했다. 팁은 강제성이 아닌 승객의 자율적 선택사항으로 카드수수료를 제외한 전액이 기사에게 전달된다.

### 중국
중국에서도 이러한 사례금이 사실상 없으나, 호텔의 해외 관광객들에게는 사례금을 허용한다.

### 일본
일본에서도 팁 문화가 없으며, 당황스럽고 어색한 일로 받아들인다. 간혹 외국인 방문객이 팁을 남기고 가면 식당 주인이 고객을 찾아가 돌려주는 사례도 존재한다. 다만 전통 숙박업소인 료칸에서는 객실과 식사를 담당하는 나카이에게 감사의 의미로 사례금을 남기는 경우가 있는데, 이 역시 그냥 건네는 것이 아닌 봉투에 담아서 주는 것이 일반적이다. 료칸이 아니더라도 특별히 감사를 표하기 위해 건네는 사례금은 봉투에 담아야 하며, 그렇지 않다면 이상하게 생각하거나 무례하다고 본다.
2021년 일본의 팁 프로젝트 (Tip Project)라는 스타트업 업체가 일본에도 미국식 팁 문화를 들여오자는 취지 아래 택시기사 사례금 서비스를 개시한 적이 있었으나 이용자들의 외면을 받고 2023년 폐업했다.

### 유럽
유럽에서 역시 미국처럼 사례금을 주는 문화가 관례화되어 있다. 특히 호텔에서는 1유로 정도를 베개나 탁자 등에 두고 가는 것이 기본 에티켓이며, 식사 후 레스토랑에서는 식비의 15 퍼센트 정도를 주는 것이 통상적이다.
그러나 이탈리아나 덴마크, 북유럽 국가들처럼 팁문화 전통이 존재하지 않는 국가도 존재한다. 덴마크의 경우 대한민국과 마찬가지로 서비스 근로자가 팁에 의존하지 않으며, 서비스료는 반드시 요금에 포함하여 계산하도록 되어 있다. 고객 입장에서는 식당에서 계산서 금액을 반올림해 잔돈을 남기거나, 재방문하여 단골이 되는 식으로 감사함을 표할 수 있다.

### 미국
미국은 팁 문화가 가장 보편적으로 정착된 국가 중 하나이다. 팁은 '감사'의 표시로서 개인적으로 무엇을 부탁했을 경우나 신세를 지면 지불해야 하는 대가로 여겨진다. 강제적인 것은 아니지만 미국의 서비스 업계종사자들에게는 생계 수단이며, 주 수입원이 될 수 있으므로 팁을 주는 것은 중요한 문화로 자리잡아왔다.
17세기 영국에서 넘어와 과거 상류층의 문화였던 팁 문화는 19세기 중반 남북전쟁으로 흑인들의 사회진출이 시작된 이래, 고용주들이 종업원에게 낮은 임금을 책정하는 대신 팁으로 대체하도록 의존하도록 한 것이 지금의 팁 문화로 발전했다.
역사적 배경 외에도 경제적 구조가 팁 문화 형성에 한몫하고 있는데, 특히 최저임금 책정의 경우 팁을 받는 근로자와 받지 않는 근로자가 차별을 받는다. 연방정부가 정한 연방최저임금은 기본적으로 팁을 받는 근로자의 최저임금을 받지 않는 근로자보다 훨씬 낮게 책정하고 있으며, 주정부가 정한 최저임금 역시 50개 주에서 42개 주가 임금 차별을 따르고 있으며 동일임금 적용제를 실시중인 주는 8개주에 불과하다.

## 장소에 따른 사례금 지불 정도

### 식당
- 레스토랑의 웨이트리스와 웨이터는 대부분 사례금으로 생활하며 가게 주인으로부터 급료를 받지 않는다. 사례금은 보통 지불해야 하는 음식값의 10-20%이다. 사례금의 액수는 서비스의 좋고 나쁨에 따라서 결정한다. 서비스가 아주 나쁜 경우는 전혀 안 주기도 하며 서비스가 매우 좋을 경우는 30%를 지불하기도 한다.
- 와인 웨이터가 있을 경우 와인 값의 10-15%를 사례금으로 직접 건네준다. 또 테이블까지 안내한 웨이터에게는 대개 사례금을 주지 않지만 사람의 수가 많아 특별히 테이블을 마련해 주거나 메뉴에 없는 요리를 특별히 만들도록 배려해 준 경우는 2-3 달러를 사례금으로 건넨다.
- 나이트클럽, 바(bar) 등은 보통 15%의 사례금을 준다.
- 커피집이나 스낵바에서 커피를 한 잔 마셨을 경우 사례금을 지불하지 않는 사람도 있으나, 지불할 경우 50센트 정도 하면 된다.

### 서비스 업
이발소, 미용실 : 보통 이발소에서 한 사람에게 머리를 자르고, 면도, 샴푸를 하는 경우 그 사람에게 15-20%의 사례금을 준다. 그러나 일류 호텔 내의 고급 이발소, 미용실에서는 나누어서 일을 하므로 각각의 사람에게 따로따로 10-15%의 사례금을 주어야 한다.

### 숙소
호텔: 입구에 서있는 수위에게는 짐이 있든지 없든지 1달러 정도를 주면 좋다. 다음에 짐을 나르는 벨 보이에게 보통 짐 한 개당 1달러 이상을 준다. 사례금을 수위, 프론트, 벨 보이에게 주면 된다.

### 기타
나중에 극장, 레스토랑, 관광버스 예약이나 우편물 보내는 일, 택시 부르는 일 등 여러 가지 서비스를 받을 수 있다. 방 청소를 하는 룸 메이드에게는 하루 밤 잘 때마다 매일 아침 베개 밑이나 나이트 램프 밑에 놓아 둔다.
음식을 자기 방에서 들고 싶을 때에는 전화를 하면 배달해 주는데 그때 웨이터에게 주는 룸 서비스를 위한 사례금은 10-20% 정도이다.
휴대품 보관소 (Cloak) : 미술관, 영화관, 극장, 레스토랑, 나이트클럽 등의 휴대품 보관소에서는 코트 한 벌 당 50센트에서 1달러를 주며 세면대가 있는 화장실에는 타월 한 장 당 25센트를 준다.
항공회사, 역 : 항공회사의 사원이나 역원, 비행기 안에서는 사례금을 주지 않는다. 그러나 배를 이용한 여행에서는 호텔에 준한 사례금을 주어야 한다.

## 사례금을 주지 않아도 될 경우
버스 운전기사, 마켓의 점원, 백화점의 점원, 패스트푸드의 점원, 슈퍼마켓 안에 있는 카운터에서 샌드위치, 드링크 류를 파는 사람, 레스토랑에서 식기 등을 치우는 사람, 사무실의 청소부, 항공회사 직원, 주유소의 종업원, 극장, 영화관의 안내원, 세탁소 주인 등에게는 특별히 사례금을 주지 않아도 된다.